# Enzo Calderari
Enzo Calderari, né le 18 avril 1952 à Bienne et originaire du canton du Tessin, est un pilote automobile suisse de compétitions sur circuits pour voitures de Tourisme et de Grand Tourisme, dirigeant de société immobilière.

## Biographie
Son père Jacques, né en juin 1928, fut également pilote automobile sur voitures de sport, de la fin des années 1950 à 1968, en participant notamment aux 24 Heures du Mans 1959 sur une Aston Martin DB4.
Sa carrière en compétition s'étale sur une trentaine d'années, de 1977 (déjà victorieux alors d'une finale GT, à Hockenheim sur Porsche Carrera) à 2009.
Grâce à 5 podiums sur BMW 320, il termine 6e du championnat d'Europe FIA des voitures de tourisme en 1980. 
Il dispute les 24 Heures du Mans à cinq reprises entre 1985 et 1997, les quatre dernières fois avec sa compatriote (et compagne dans la vie) Lilian Bryner sur Porsche 911, obtenant une neuvième place au général en 1994 avec une 911 Carrera Cup RSR de l'Écurie Biennoise (et une 2e place de catégorie GT2).
Il participe au championnat FIA GT en 1997 à sa première édition, et de 2002 à 2005 (5e en 2003 et 2004, sur Ferrari 550 Maranello), obtenant une victoire à Spa en 2004 ainsi que 11 podiums pour 37 courses, puis en 2009 il fait une ultime saison en TCR Italian Series (tourisme d'endurance italien, sur BMW M3 E92).

## Palmarès

### Titres
- Trophée Porsche Carrera d'Allemagne en 1992[1] ;
- Porsche Cup en 1995, associé à Lilian Bryner pour le Stadler Motorosport ;
  - 3e de la Porsche Supercup en 1993 ;
  - 3e du Championnat BPR 1995.

### Victoires notables

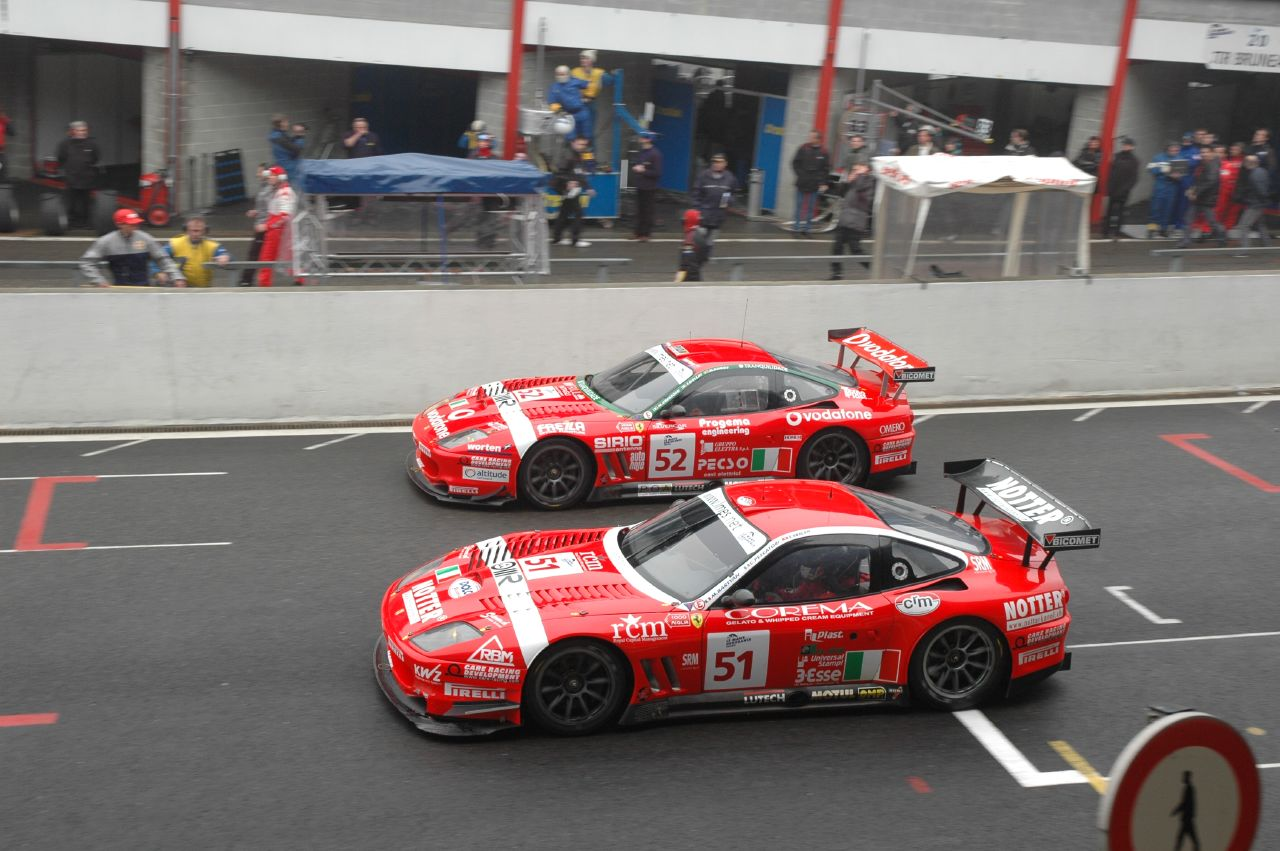
Deux Ferrari 550 GTS Maranello de BMS Scuderia Italia, modèle utilisé en Championnat FIA GT 2004 pour la victoire à Spa (ici grille 2005 des 1000 km - pos. 25-26).

- 500 kilomètres de Donington en 1983, avec Martin Brundle et John Fitzpatrick sur Jaguar XJS (ETCC) ;
- 3 Heures de Hockenheim en 1983, sur BMW M1 ;
- 500 kilomètres de Pergusa en 1984, avec Martin Brundle sur Jaguar XJS (ETCC) ;
- RAC Tourist Trophy en 1987, avec Fabio Mancini sur BMW M3 (à Silverstone en WTCC ; 2e en 1984 et 3e en 1998) ;
- 1994, 1995 et 1996 : victoire de Groupe aux 24 Heures de Daytona, avec Lilian Bryner sur Porsche 911 Carrera RSR (pour Écurie Biennoise (1) puis Stadler Motorsport (2))[2] ;
- 24 Heures de Spa en 2004, avec Lilian Bryner et les italiens Luca Cappellari et Fabrizio Gollin sur Ferrari 550 Maranello de la Scuderia Italia (victoires de classe GT en 2003 et 2004, et 4e en 2005).

(Nota Bene : il a également terminé 2e des 1 000 kilomètres de Monza en 1998, 2e des 6 Heures de Vallelunga la même année -3e en 1994 et 1996-, 3e des 1 000 kilomètres du Nürburgring en 1982, et enfin 3e puis 4e des 24 Heures de Daytona en 1996 et 1999 -5e en 1995-, l'ensemble de ces podiums ayant vu la participation féminine de Lilian Bryner, sauf le Nürburgring dans les années 1980.)

## Distinction
- Trophée BP Racing.